# Nawaz Sharif
Mian Muhammad Nawaz Sharif (Urdu: میاں محمد نواز شریف) (sinh ngày 25 tháng 12 năm 1949 ở Lahore, Punjab, Pakistan) là một nhà chính trị Pakistan. Nawaz thuộc dòng dõi một gia đình kinh doanh có uy tín. Vợ ông là cháu gái của nhà đô vật nổi tiếng thế giới người Kashmir Gama Vĩ đại. Ông đã hai lần được bầu làm Thủ tướng Pakistan trong hai nhiệm kỳ liên tục. Nhiệm kỳ đầu tiên của ông từ ngày 1 tháng 11 năm 1990 đến 18 tháng 7 năm 1993, và nhiệm kỳ thứ hai của ông từ ngày 17 tháng 2 năm 1997 đến ngày 12 tháng 10 năm 1999. Đảng của ông là Liên đoàn Hồi giáo Pakistan N (Nhóm Nawaz). Ông nổi tiếng thế giới vì đã ra lệnh thực hiện các cuộc thử nghiệm hạt nhân năm 1998 để đáp trả lại các cuộc thử nghiệm hạt nhân của Ấn Độ, và nhiệm kỳ sau phải chấm dứt đột ngột do cuộc đảo chính của Tướng Pervez Musharraf.
Trong cuộc bầu cử năm 2013, Liên đoàn Hồi giáo của Sharif thành lập chính phủ liên minh. Kết quả là Sharif được bầu làm Thủ tướng của Quốc hội. Trên mặt trận an ninh, vào năm 2015, quân đội đã phát động cuộc tấn công nhằm loại bỏ các nhóm cực đoan ở tây bắc Pakistan và một cuộc tấn công quân sự khác vào năm 2017.
Nhiệm kỳ thứ ba của Sharif cũng được củng cố bởi chủ nghĩa trung tâm xã hội hơn là chủ nghĩa bảo thủ xã hội đã hướng dẫn các nhiệm kỳ trước của ông. Nhiệm kỳ thứ ba của Sharif đã mang lại sự ổn định kinh tế vĩ mô với sự giúp đỡ của các khoản vay đáng kể từ IMF, và các khoản đầu tư trị giá nhiều tỷ đô la với Trung Quốc. Tuy nhiên, ông đã phải đối mặt với những lời chỉ trích về việc tăng nợ chủ quyền, đã tăng lên 35%. Gia đình của Sharif đã bị xét xử vì hồ sơ Panama.
Vào ngày 28 tháng 7 năm 2017, Sharif đã bị Tòa án Tối cao Pakistan phế truất khỏi chức vụ trong vòng 10 năm. Sharif nộp đơn từ chức sau quyết định này.
Gia đình của Sharif dưới sự giám sát tư pháp về vụ Hồ sơ Panama. Sau khi phê truất Sharif khỏi việc nắm giữ chức vụ công trong vụ kiện Hồ sơ Panama năm 2017, Tòa án Tối cao đã phán quyết rằng sẽ không đủ tiêu chuẩn cho cuộc sống vào năm 2018. Trong một bản án về tham chiếu Avenfield của Cục trách nhiệm quốc gia, Liên bang Tư pháp Liên bang Pakistan kết án Sharif mười năm tù, và con gái ông Maryam Nawaz và chồng bà Safdar Awan đến bảy năm và một năm tù, tương ứng, Ngày 6 tháng 7 năm 2018. Maryam và Sharif cũng bị phạt lần lượt là 2 triệu và 8 triệu bảng.

## Thủ tướng
Lần đầu ông trở thành Thủ tướng là vào ngày 1 tháng 11 năm 1990, trên nền tảng một chính phủ bảo thủ và một sự kết thúc với tham nhũng. Nhiệm kỳ này của ông đã bị gián đọan ngày 18 tháng 4 năm 1993, khi Tổng thống Ghulam Ishaq Khan đã sử dụng quyền dự trữ theo quy định của Tu chính án 8 để giải tán Quốc hội và bổ nhiệm Mir Balakh Sher Mazari làm Thủ tướng lâm thời. Chưa đến 6 tuần sau, Tòa án tối cao bãi bỏ quyết định của Tổng thống, tái lập Quốc hội và đưa Sharif trở lại quyền lực ngày 26 tháng 5 năm 1993. Sharif từ chức cùng với Tổng thống Ghulam Ishaq Khan ngày 18 tháng 7 năm 1993, sau khi có hiềm khích với Tổng thống, người đã cáo buộc ông tham nhũng. Moin Qureshi đã trở thành Thủ tướng lâm thời và ngay sau đó đã được kế nhiệm bởi Benazir Bhutto, người được bầu vào chức này ngày 19 tháng 10 năm 1993.

### Nhiệm kỳ thứ hai
Sharif đã được đưa trở lại chức vụ này vào tháng 2 năm 1997 với đa số phiếu bầu đến nỗi Đảng Nhân dân Pakistan của Bhutto phải lập tức chất vấn.